# Little Haiti

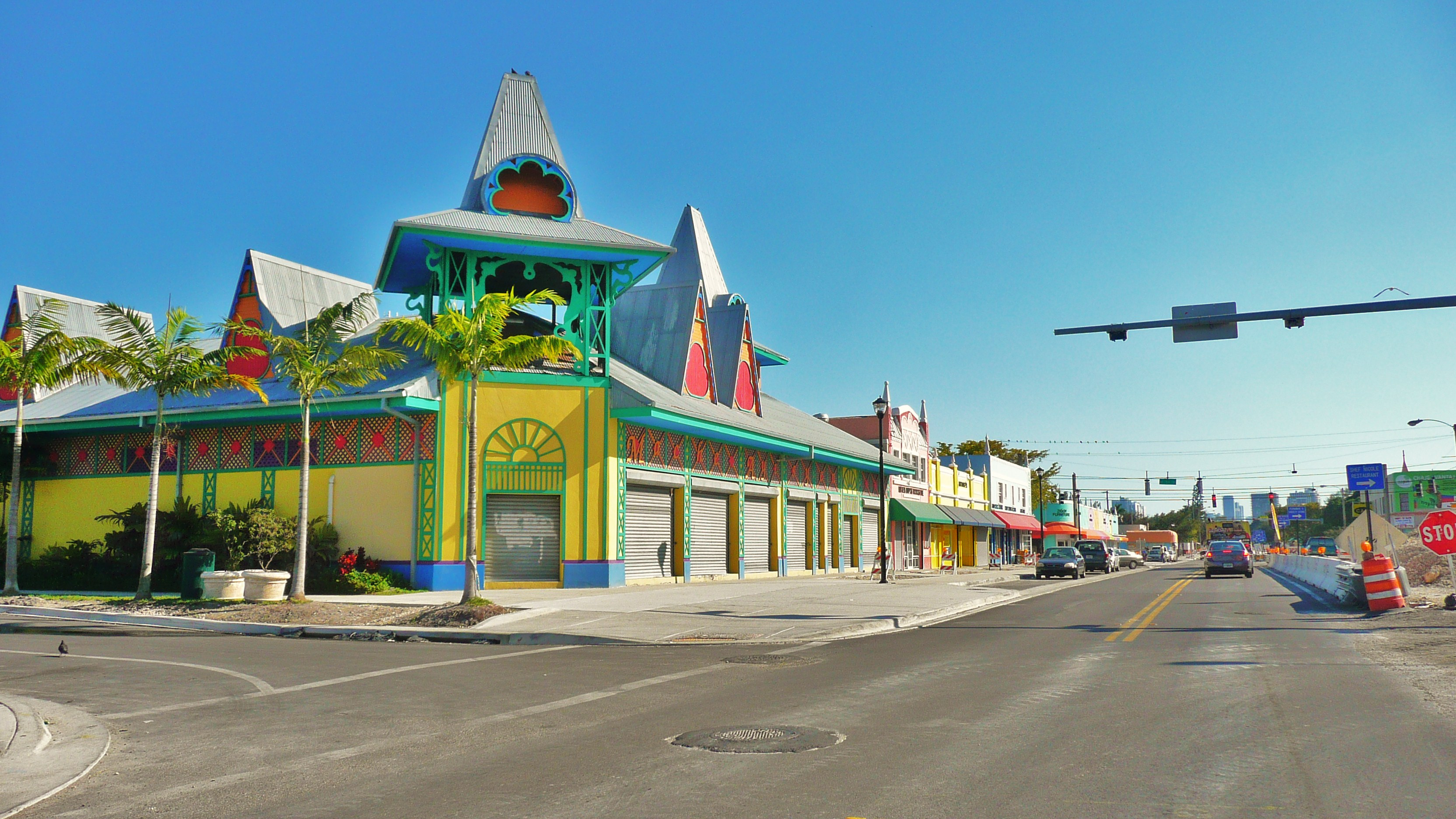
Centro comercial em Little Haiti

Little Haiti ou La Petite Haïti, tradicionalmente conhecida como Lemon City, é um bairro de Miami, na Flórida, Estados Unidos, conhecido como um centro tradicional de imigrantes haitianos e de cultura francófona na cidade. Sua população em 2000 era de 29 128 habitantes.

## Educação

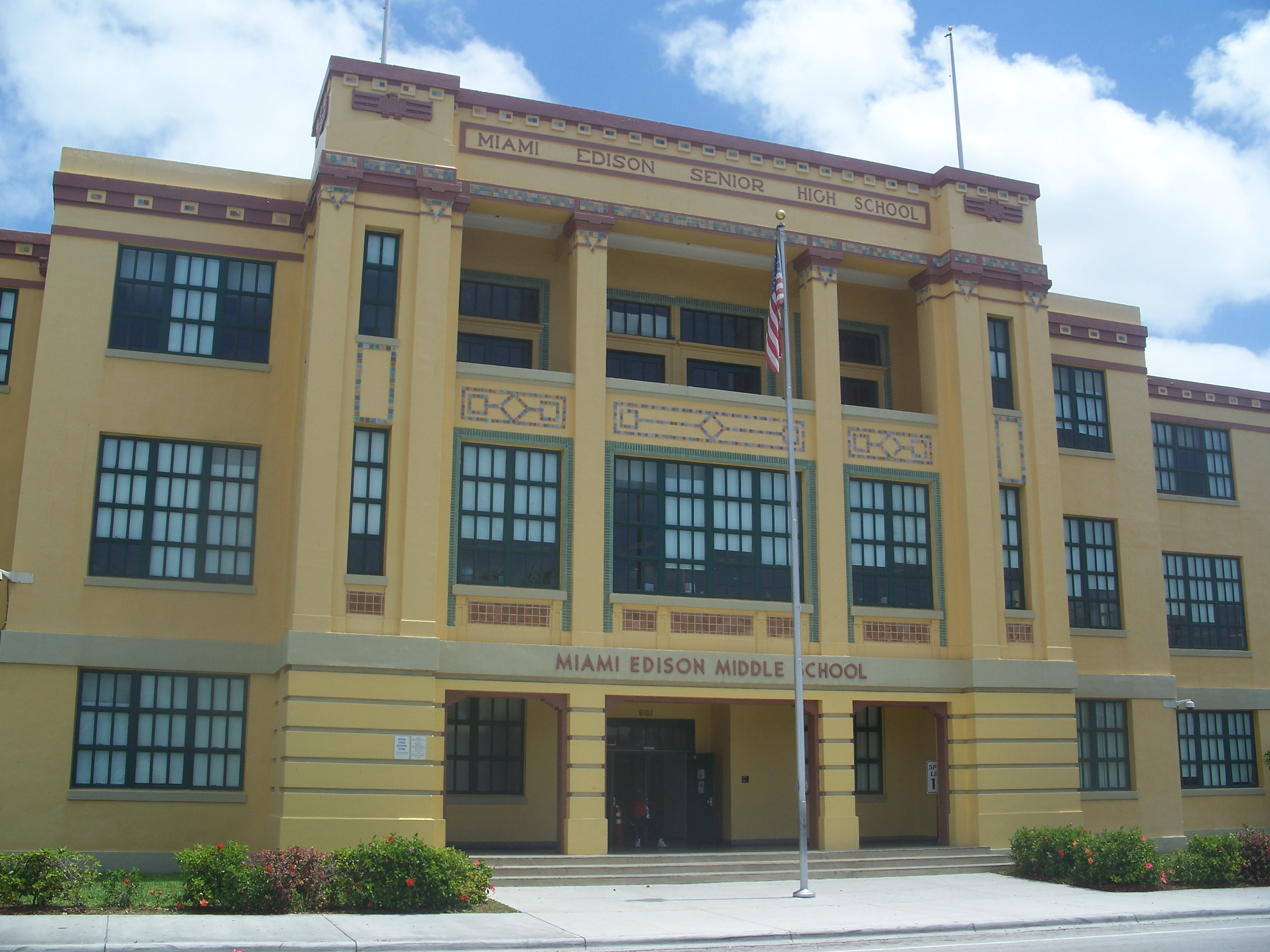
O Miami Edison Middle School fica num prédio histórico em Little Haiti

### Escolas públicas

#### Escolas infantis
- Shadowlawn Elementary School
- Toussaint L'Ouverture Elementary School
- Edison Park Elementary School
- Morningside Elementary School
- Jesse J. McCreary Elementary School

#### Middle schools
- Miami Edison Middle School

#### High schools
- Miami Edison Senior High School
- Archbishop Curley-Notre Dame High School